# برونو پسکه
برونو پسکه (انگلیسی: Bruno Pesce؛ زادهٔ ۱۵ ژانویهٔ ۱۹۷۹) بازیکن فوتبال متولد شیلی اهل فلسطین بود.
از باشگاه‌هایی که در آن بازی کرده است می‌توان به باشگاه فوتبال یونیورسیداد کاتولیکا اشاره کرد.
وی همچنین در تیم ملی فوتبال فلسطین بازی کرده است.